# San Pietro Avellana
San Pietro Avellana ist eine italienische Gemeinde (comune) in der Provinz Isernia in der Region Molise im Apennin mit 408 Einwohnern (Stand 31. Dezember 2023). Die Gemeinde liegt etwa 21,5 Kilometer nordnordwestlich von Isernia am Sangro und grenzt an die Provinz L’Aquila (Abruzzen).

## Geschichte
Die heutige Ortschaft wurde im 10. Jahrhundert vom Benediktinermönch Dominikus von Sora gegründet.

## Verkehr
Durch die Gemeinde führt die Strada Statale 652 di Fondo Valle Sangro von Cerro al Volturno nach Fossacesia. Der Bahnhof San Pietro Avellana-Capracotta befindet sich an der Bahnstrecke Sulmona-Isernia.